# Факултет исламских наука у Приштини
Факултет исламских наука у Приштини (алб. Fakulteti i Studimeve Islame i Prishtinës) је установа високог образовања у Приштини. Броји највише ученика међу установама у којима се учи о исламу у Србији. Факултетска библиотека обухвата неколико стотина старих рукописа и неколико хиљада теолошких и других духовних дела.

## Историја
Факултет исламских наука у Приштини основан је одлуком бр. 443 Скупштине Исламске заједнице Косова, од 15. августа 1992. Почео је са радом школске 1992/93. године, као непрофитна универзитетска јединица. После 2010. обезбедио је просторне и кадровске услове по савременим стандардима, за образовну и истраживачко-научну делатност.
Студенти се уписују из читаве дијаспоре, укључујући Северну Македонију, Црну Гору и Албанију. Удружење студената организује догађаје као што су конференције са гостујућим професорима. Студентска публикација је позната као Zgjimi Islam (срп. Исламско буђење).